# Grömitz
Grömitz är en kommun  och ort i Tyskland. Den ligger vid Östersjön i förbundslandet Schleswig-Holstein, och ligger vid Lübeckbukten. Den tillhör distriktet Ostholstein, och ligger cirka 35 kilometer från Lübeck, och 23 kilometer öster om Eutin.
Omkring år 1230 uppfördes Sankt Nikolaikyrkan, som kompletterades med ett torn på 1400-talet, när Grömitz fick sina stadsprivilegier. Redan i början av 1400-talet hade Grömitz en större hamn och bedrev handel med bland annat Lübeck och Travemünde samt städer i Danmark. Sevärd är Cismars kloster, ett tidigare Benediktinerkloster från 1245 som ligger cirka tre kilometer nordost om Grömitz.
Grömitz är sedan 1813 en badort och därmed en av de äldsta vid Östersjön. Här återfinns en 398 meter lång sjöpir som räknas till Tysklands längsta. Längst ut på piren finns en dykargondol som är tillgänglig för allmänheten.

### Fotnoter
1. ↑  Alle politisch selbständigen Gemeinden mit ausgewählten Merkmalen am 31.12.2018 (4. Quartal) (på tyska), Statistisches Bundesamt, läs online, läst: 10 mars 2019.[källa från Wikidata]
2. ↑  Alle politisch selbständigen Gemeinden mit ausgewählten Merkmalen am 31.12.2023, Statistisches Bundesamt, 28 oktober 2024, läs online, läst: 16 november 2024.[källa från Wikidata]